# Thế hệ 9X
Thế hệ 9X (thường hay được viết tắt là 9X) là một khái niệm trong tiếng Việt dùng để chỉ đến những người sinh vào thập niên 1990. Ngoài chỉ thế hệ người Việt sinh vào thập niên cuối 89, 90, 9X còn được dùng để chỉ đến các nhóm người thuộc dân tộc khác sinh vào cùng một thời gian. 9X là nhóm lớn lên cùng với sự phát triển của kinh tế, công nghệ thông tin và nhiều sự kiện mở cửa Việt Nam ra với thế giới. Họ được miêu tả là một thế hệ tiến bộ và nổi loạn: họ tự tin hơn thế hệ trước, sẵn sàng theo đuổi những gì mình muốn, sử dụng ngoại ngữ tốt hơn, và công nghệ có nhiều phương tiện giải trí hiện đại hơn như game 4 nút, máy vi tính, đặc biệt là Internet, là một phần quan trọng của cuộc đời họ; ngoài ra họ còn sẵn sàng từ chối hoặc hạn chế những phong tục truyền thống sẵn có, bỏ qua giá trị của thế hệ lớn hơn, nghe nhạc phương Tây, xem phim nước ngoài của cả phương Tây lẫn phương Đông, theo phong cách sống và thời trang nước ngoài... Tuy nhiên những hình thức về giải trí dân gian, những món ăn vặt và đồ uống giải khát truyền thống vẫn còn được thế hệ 9X yêu thích và tận hưởng (nhất là thế hệ 9X đời đầu 1990-1995) Vì những điều trên, họ được gọi là những người có tố chất công dân toàn cầu trong một thế giới phẳng và đồng thời họ cũng được xem là một thế hệ chuyển giao từ giá trị truyền thống sang giá trị thế giới phát triển của công nghệ và rất được dư luận xã hội chú ý trong cách ứng xử.
Dù họ từng được xem là thế hệ "hư hỏng" và "cứng đầu" vì khác biệt thế hệ cũng như việc họ thực sự từng tiếp thu các giá trị văn hóa và lối hành xử kém tích cực, hiện tại thế hệ 9X đều đã trở thành các công dân trưởng thành và chững chạc trong xã hội Việt Nam. Thế hệ 9X được "kế nhiệm" bởi thế hệ 2K (đôi khi được gọi là 10X), một cụm từ dùng để chỉ những đứa trẻ được sinh ra từ năm 2000 đến năm 2009. Tuy vậy, tên gọi "thế hệ 2K" gần đây đã trở nên lỗi thời và bị thay thế bởi thuật ngữ  "Thế hệ Z" (Gen Z) với định nghĩa và các quan niệm, quan điểm và đặc điểm tương đương.